# На следующий день
«На следующий день» (англ. The Day After) — телевизионный художественный фильм, поставленный режиссёром Николасом Мейером. Премьера фильма состоялась на телеканале ABC 20 ноября 1983 года; аудитория показа составила более 100 миллионов человек, что является рекордом среди телевизионных фильмов.
Фильм рассказывает о конфронтации между НАТО и советским блоком, перешедшей в полномасштабную ядерную войну. Акцент делался на реалистичность последствий, к которым может привести война. Повествование ведётся с точки зрения жителей двух провинциальных городов, находящихся вблизи ракетной базы ВВС США «Уайтмен» в штате Миссури. В фильме снимались: ДжоБет Уильямс, Стив Гуттенберг, Джон Каллам, Джейсон Робардс и Джон Литгоу.
Фильм был показан 29 мая 1987 года по Первой программе ЦТ СССР.

## Сюжет

#### Довоенные события
Хронология приведших к войне событий показана зрителю в виде отрывков из теле- и радиопередач. Советский Союз под предлогом учений приводит в боевую готовность войска в Восточной Германии, с целью заставить Соединённые Штаты (а также Великобританию и Францию) покинуть Западный Берлин. Когда США не поддаются нажиму, советские танковые дивизии выдвигаются к границе между Западной и Восточной Германией.
Вечером в пятницу 15 сентября выпуски новостей сообщают, что в армии ГДР начался мятеж, охвативший несколько дивизий. В ответ ГДР при поддержке стран Варшавского договора блокирует Западный Берлин. Конфронтация нарастает, и США предъявляют ультиматум: Советский Союз должен снять блокаду до шести часов утра следующего дня, или его действия будут расценены как объявление войны. СССР отказывается, и Вооружённые силы США во всём мире приказом президента переводятся на предпоследний уровень боеготовности (DEFCON-2).
В субботу 16 сентября войска НАТО захватывают КПП Хельмштедт-Мариенборн и вторгаются в ГДР с целью деблокировать Берлин. Советские военные удерживают мариенборнский коридор и наносят тяжёлые потери натовским войскам. Два советских МиГ-25 вторгаются в Западную Германию и бомбят склады боеприпасов, разрушив при этом школу и больницу. Радио сообщает, что в Москве объявлена эвакуация. Крупные города США также начинают массовую эвакуацию. По неподтверждённым данным, по Висбадену и Франкфурту нанесены ядерные удары. В Персидском заливе происходит морское сражение, сообщается о потопленных кораблях с обеих сторон.
Советская Армия контратакует и подступает к Рейну. Чтобы не допустить вторжения советских войск во Францию, которое грозит потерей всей Западной Европы, НАТО применяет по советским войскам три тактических атмосферных ядерных заряда, останавливая их наступление. В ответ СССР наносит ядерный удар по штаб-квартире НАТО в Брюсселе. Стратегическое командование ВВС США поднимает бомбардировщики B-52.
Советские ВВС уничтожают станцию системы предупреждения о ракетном нападении на базе Файлингдейлс Королевских ВВС Великобритании и базу ВВС США в городе Бил (Калифорния). Тем временем на борт самолёта Boeing EC-135 (воздушный командный пункт ВВС США) поступает приказ президента нанести массированный ядерный удар по СССР. Почти одновременно приходит сообщение о начале массированного советского ядерного удара, согласно которому «32 боеголовки следуют к 10 целям» на территории США, а другой офицер получает сообщение о запуске более трёхсот советских МБР. В фильме намеренно не уточняется, кто первым нанёс ядерный удар — Советский Союз или Соединённые Штаты. Однако, в одном из эпизодов есть диалог между двумя героями: «Так кто же первым начал войну? — Не знаю, но если бы это были Советы, правительство наверняка сообщило бы нам».
Советский ядерный удар достигает центральной части США в 15:38, когда происходит высотный атмосферный взрыв большой мощности над Канзас-сити, штат Миссури. Это событие показано с точки зрения местных жителей. Возникший в результате электромагнитный импульс отключает систему энергоснабжения и электронные приборы. Тридцать секунд спустя, боеголовки накрывают военные и гражданские цели; серией наземных ядерных взрывов полностью уничтожены Канзас-Сити, Седалия и Эльдорадо Спринг с окрестностями.
Хотя подробности в фильме не показаны, подразумевается, что города Америки, военные базы и промышленные центры сильно пострадали либо полностью уничтожены. В результате атаки центральная часть США представляет собой почерневшую пустыню из сожжённых городов, население которых пострадало от ожогов, радиации и взрывной волны. Американский президент выступает по радио с объявлением о перемирии между США и Советским Союзом (который как подразумевается тоже сильно пострадал) и заверяет, что США никогда не капитулируют.

### Сюжет
Повествование ведётся параллельно от лица нескольких жителей городов Лоуренс (штат Канзас) и Канзас-сити (штат Миссури), описывая с их точки зрения события до, во время и после атомной атаки.
Доктор Рассел Оукс живёт в Канзас-Сити в богатом районе Бруксайд со своей женой и работает в больнице в пригороде. По пути на занятия по гематологии, которые он проводит в больнице Канзасского университета, расположенной в соседнем городе Лоуренс, его радиоприёмник принимает сообщение системы экстренного оповещения. Съехав с переполненного шоссе, он хочет связаться со своей женой, но к телефонной будке уже выстроилась длинная очередь. Оукс пытается вернуться обратно; он единственный, кто едет на восток в сторону города. Атомная атака началась, звучат сирены воздушной тревоги. Канзас-Сити охватывает паника. Автомобиль Оукса выведен из строя электромагнитным импульсом от первого мощного атмосферного взрыва, как и все транспортные средства и электроприборы. Оукс находится примерно в 50 километрах от Канзас-сити, когда на город падают боеголовки. Его семья, коллеги и почти всё население погибает. Оукс пешком проходит 15 км до Лоуренса, также сильно разрушенного ядерными взрывами, и в университетской больнице помогает раненым вместе с доктором Сэмом Хачия и медсестрой Бауэр. В Канзасском университете профессор Джо Хаксли и его студенты используют счётчик Гейгера, чтобы следить за уровнем радиоактивного заражения в Канзас-сити. Они собирают из подручных деталей радиостанцию, чтобы поддерживать контакт с доктором Оуксом в больнице, а также с любыми выжившими за пределами города.
Билли МакКой, рядовой ВВС США, служит на авиабазе «Уайтмен» около Канзас-сити. Его вызывают на службу после получения приказа о переходе на уровень боеготовности DEFCON-2. Он работает техником, обслуживающим шахты ракет «Минитмэн», и одним из первых наблюдает запуск ракет, что говорит о начале полномасштабной ядерной войны. Становится ясно, что неизбежен советский контрудар, и солдаты паникуют. Хотя некоторые упрямо настаивают, что необходимо оставаться на своём посту в ракетной шахте, МакКой и другие возражают, что это бесполезно, так как шахта не может выдержать прямое попадание, и они уже выполнили свой долг. МакКой берёт грузовик и несётся по шоссе в Седалию, чтобы забрать жену и ребёнка, но в результате ЭМИ от первого атмосферного взрыва грузовик выведен из строя и останавливается. Поняв, что случилось, МакКой покидает грузовик и прячется внутри контейнера перевернувшегося седельного тягача, едва избежав гибели от атомного взрыва. После окончания атаки он идёт к ближайшему городу и находит оставленный магазин, взяв там конфеты и другие припасы, в то время как вдали слышна перестрелка. Стоя в очереди за водой к водокачке, МакКой знакомится с немым и делится с ним припасами. Он спрашивает у мужчины, бредущего по дороге с ранеными, что случилось с Седалией, и тот говорит, что Седалии и Виндзора больше не существует. У МакКоя и его попутчика начинают проявляться симптомы лучевой болезни, и они уходят из временного лагеря в больницу в Лоуренсе, где МакКой вскоре умирает.
Фермер Джим Далберг и его семья живут в сельском городке Харрисонвиль (Миссури) в 55 км от Канзас-сити и поблизости от ракетных шахт. Семья готовится к свадьбе старшей дочери Дениз с Брюсом Гэллатином, студентом последнего курса Университета Канзаса, когда Джим узнаёт о неминуемой атаке и готовит на скорую руку радиационное убежище в подвале своего дома. Когда начинается запуск первых ракет, он силой уводит свою жену Ив вниз в подвал, так как она не в состоянии осознать реальность разворачивающейся трагедии и продолжает свадебные приготовления. Забегая в убежище, их сын Дэнни случайно смотрит прямо на атомный взрыв и слепнет от вспышки.
Студент Канзасского университета Стивен Клайн добирается автостопом домой в Джоплин (Миссури). Он натыкается на ферму Далбергов и упрашивает впустить его в убежище. После нескольких дней в подвале Дениз выбирается наружу, в отчаянии от произошедших событий и от неизвестности о судьбе Брюса (который погиб в результате атаки, о чём она не знает). Она бежит по полю, усеянному трупами животных, видит синее небо и решает, что худшее позади. Клайн следует за ней, пытаясь предупредить о последствиях радиационного заражения — которое невозможно увидеть, почувствовать или попробовать на вкус, но которое убивает её клетки изнутри — но Дениз игнорирует его предупреждения. Клайн возвращает её назад в убежище, после того как она забирается в дом, чтобы забрать своё свадебное платье. Так как Дениз ходила по заражённому полю, у неё начинают проявляться симптомы лучевой болезни. Во время импровизированного богослужения у неё начинается сильное кровотечение, в то время как священник рассказывает о том, как им повезло выжить. Обращение президента объявляет о перемирии между США и СССР, который также разрушен; заявляется, что США не капитулировали и никогда не капитулируют.
Клайн привозит Дэнни и Дениз в Лоуренс для лечения. Доктор Хачия безуспешно пытается вылечить Дэнни, и у Клайна также появляются симптомы лучевой болезни. Далберг, вернувшись с экстренного собрания фермеров, вступает в конфликт с группой выживших, которые самовольно захватили его ферму, и его убивают выстрелом из ружья.
Ситуация в больнице становится всё более безнадёжной. Доктор Оукс теряет сознание от усталости и, проснувшись несколько дней спустя, узнаёт, что сестра Бауэр умерла от менингита. Оукс страдает от финальной стадии острой лучевой болезни и решает вернуться в Канзас-сити, чтобы в последний раз увидеть дом. Доктор Хачия остаётся в больнице. Оукс подсаживается в грузовик Национальной гвардии и наблюдает, как военные расстреливают мародёров. Чудом найдя то место, где был его дом, он находит оплавленные остатки наручных часов своей жены. В развалинах приютилась семья выживших; Оукс в раздражении требует покинуть его дом. В ответ они без слов предлагают ему еду, и Оукс в отчаянии падает на колени; один из выживших обнимает его.
Кадр затеняется чёрным, и голос профессора Хаксли вызывает по своему импровизированному радио: «Приём, есть кто-нибудь? Хоть кто-то?». Ответа нет.

## В ролях
- Джейсон Робардс — доктор Рассел Оукс
- ДжоБет Уильямс — сестра Нэнси Бауэр
- Стив Гуттенберг — Стивен Клайн
- Джон Каллум — Джим Далберг
- Джон Литгоу — Джо Хаксли
- Биби Беш — Ева Далберг
- Лори Летин — Дениз Далберг
- Эми Мэдиган — Элисон Рэнсом
- Джефф Ист — Брюс Галлатин
- Уильям Аллен Янг — Билли МакКой

## Награды и номинации
- 1984 — две премии «Эмми»: лучший монтаж звука в мини-сериале или специальном проекте, лучшие визуальные спецэффекты
- 1984 — 10 номинаций на «Эмми»: лучшая драма/комедия (Роберт Папазян), лучшая режиссура в мини-сериале или специальном проекте (Николас Мейер), лучший сценарий в мини-сериале или специальном проекте (Эдвард Хьюм), лучшая операторская работа в мини-сериале или специальном проекте (Гэйн Решер), лучший актёр второго плана в мини-сериале или специальном проекте (Джон Литгоу), лучший монтаж в мини-сериале или специальном проекте (Уильям Пол Дорниш, Роберт Флорио), лучшие прически (Доротея Лонг, Джуди Кроун), лучший грим (Майкл Уэстмор, Золтан Элек), лучшая работа художников в мини-сериале или специальном проекте (Питер Вули, Мэри Энн Гуд), лучший звук в мини-сериале или специальном проекте
- 1985 — премия Гильдии сценаристов США за оригинальную драму (Эдвард Хьюм)
- 1985 — премия «Молодой актёр» лучшему молодому актёру в семейном фильме для ТВ (Дуг Скотт)